# Saint-Augustin-des-Bois
Saint-Augustin-des-Bois – miejscowość i gmina we Francji, w regionie Kraj Loary, w departamencie Maine i Loara.
Według danych na rok 2010 gminę zamieszkiwało 1 020 osób, a gęstość zaludnienia wynosiła 36 osób/km².